# Campeonato Paulista de Futebol de 1989 - Segunda Divisão
O campeonato paulista de 1989 - Segunda Divisão foi a 36.ª edição deste campeonato e teve como campeão o Sãocarlense. A conquista levou a agremiação a disputar o Campeonato Paulista de Futebol de 1990 - Divisão Especial.. 
O campeonato foi decidido em um triangular no qual o Sãocarlense foi o campeão, sendo que o último jogo foi no Estádio Palma Travassos em Ribeirão Preto, porque o Sertãozinho se recusou a jogar em São Carlos.

## Terceira fase
Essa fase teve três grupos: Ouro, Verde e Azul, com quatro clubes em cada grupo. Os grupos foram vencidos respectivamente por Sãocarlense, Araçatuba e Sertãozinho, que obtiveram o acesso à divisão superior e disputaram entre si quem seria o campeão. O Central Brasileira que estava no grupo Verde, também obteve o acesso como o melhor segundo colocado dos três grupos.

### Jogo decisivo
Empate decidiu o acesso do Grêmio Sãocarlense no grupo Ouro
- 19 de novembro de 1989 - Sãocarlense 1–1 União Barbarense[1]

## Fase final
Triangular decisivo
- Araçatuba, Sãocarlense e Sertãozinho
  - 26 de novembro de 1989 - Araçatuba 1–2 Sãocarlense - Estádio Adhemar de Barros[2]
  - 3 de dezembro de 1989 - Sertãozinho 5–0 Araçatuba - Estádio Frederico Dalmaso[3]
  - 10 de dezembro de 1989 - Sãocarlense 1–0 Sertãozinho - Estádio Palma Travassos[4]

Classificação final
- Sãocarlense - 4 pontos - campeão (acesso)
- Sertãozinho - 2 pontos - vice-campeão (acesso)
- Araçatuba - 0 ponto - 3º colocado (acesso)
- Central Brasileira - 4º colocado (acesso)

## Premiação
| Campeonato Paulista de 1989 - Segunda Divisão |
| --------------------------------------------- |
| Sãocarlense Campeão (1º título)               |